# Feitoria da Baía de Guanabara
A Feitoria da Baía de Guanabara localizava-se no interior da baía de Guanabara, na altura da atual rua da Praia do Flamengo, na cidade e estado do Rio de Janeiro, no Brasil.

## História
Erguida no contexto da segunda expedição à costa do Brasil (1503-1504), sob o comando de Gonçalo Coelho, acredita-se ter se constituído numa feitoria de pau-brasil ("Caesalpinia echinata"), que operou até 1516-1517, quando foi transferida por Cristóvão Jaques para a ilha de Itamaracá (ver Feitorias de Igaraçu e na Ilha de Itamaracá) na costa de Pernambuco.
Simples paliçada de madeira, possivelmente defenderia alguns casebres de taipa cobertos com palha, e roçados de subsistência. Registra-se que a expressão "cari oca" ("casa de branco" em língua tupi), a partir de 1504 passou a ser associada à baía de Guanabara. O mesmo autor situa-a entre as atuais praias do Flamengo e da Glória, junto à foz do rio Carioca, mais tarde rio Catete (hoje canalizado); outros estudiosos preferem a praia junto ao morro do Leiripe (atual morro da Viúva).
O português João de Lisboa, companheiro de Estevão Fróis (descobridores do rio da Prata, em 1514), carregou pau-brasil na feitoria do Rio de Janeiro (Julho-Agosto de 1514) em seu retorno a Lisboa. O espanhol Francisco Torres, companheiro de Juan Díaz de Solís na viagem espanhola ao rio da Prata (1515), ao retornar para Sevilha aportou na feitoria portuguesa do Rio de Janeiro ("baía dos Inocentes", 1516), onde carregou pau-brasil e embarcou o piloto João Lopes de Carvalho e o marinheiro Pedro Annes, que (mesmo se declarando inocentes) haviam sido desterrados em 1511 na feitoria de Cabo Frio, de onde passaram ao Rio de Janeiro. Ambos chegaram a Sevilha em 4 de Setembro de 1516.
Na mesma época, Cristóvão Jaques, em sua primeira expedição (1516-1519), tendo encontrado abandonada a feitoria de Cabo Frio, aportou na  feitoria do Rio de Janeiro em Agosto de 1516. Aqui foi informado pelo feitor João de Braga, que a caravela do espanhol Francisco Torres havia acabado de partir abarrotada de pau-brasil, mas que a segunda caravela da expedição de Solís estava atrasada, e ainda não havia passado pelo Rio de Janeiro. Jaques se dirige ao Sul para capturá-la, encontrando os náufragos dela na ilha de Santa Catarina, dos quais aprisionou sete. De volta ao Rio de Janeiro, carregou uma caravela com pau-brasil e com os prisioneiros espanhóis, enviando-a para Lisboa. Em seguida, transferiu esta feitoria para Pernambuco, tendo em vista:
- a descoberta por estrangeiros desta feitoria, com a consequente perda de lucratividade;
- a melhor qualidade do pau-brasil do litoral nordeste; e
- uma economia de dois meses de viagem[6]

O português Fernão de Magalhães, quando da viagem de circum-navegação a serviço da Coroa espanhola (1519-1522), tendo como piloto de sua capitânea João Lopes de Carvalho, encontrou os vestígios desta feitoria na baía da Guanabara (13 de Dezembro de 1519), e, entre as plantações abandonadas, a de cana-de-açúcar, conforme a narrativa de seu escrivão, Antonio Pigafetta ("Relazione del primo viaggio intorno al mondo").